# Цеофіліт

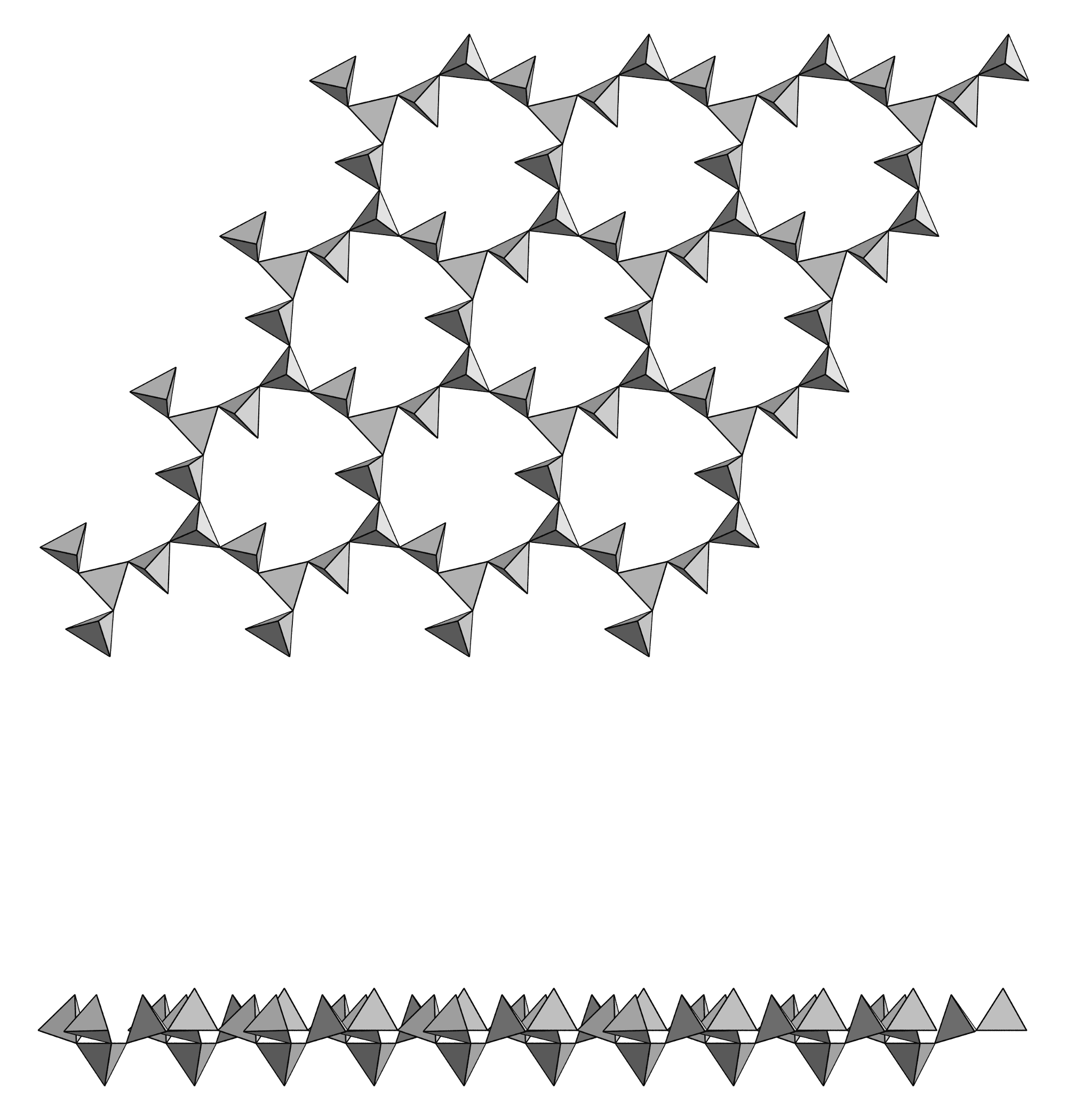
Kристалічна структура цеофіліту

Цеофіліт (рос. цеофиллит; англ. zeophyllite; нім. Zeophyllit m) — мінерал, слюдоподібний силікат кальцію.
Від грецьк. «зео» — закипаю і «філлон» — лист (A.Pelikan, 1902).
Синоніми: кноліт, радіофіліт.

## Опис
Хімічна формула:
- 1. За Є. К. Лазаренком: Ca4[F2|(OH)2|Si3O8]•2H2O.
- 2. За Г.Штрюбелем та З. Х. Ціммером: Ca4Si3O7(OH, F)6.
- 3. За «Fleischer's Glossary» (2004): Ca4Si3O8(OH, F)4•2H2O.

Містить (%): CaO — 46,82; SiO2 — 37,67; F — 7,99; H2O — 7,52.
Сингонія гексагональна. Утворює секреції радіальноволокнистої будови. Спайність досконала по (0001). Густина 2,76. Тв. 3,5. Безбарвний до зеленуватого. Легко плавиться. Зустрічається в мигдалинах, переважно основних ефузивних порід разом з натролітом та іншими цеолітами.

## Поширення
Рідкісний. Знахідки: Шелкопф (Ейфель, ФРН), Вилко Брєжно (Чехія). В Україні на Закарпатті знаходиться одне з найбільших родовищ цеоліту в Європі.